# SovRom
I SovRom furono imprese economiche stabilite in Romania a seguito della presa del potere da parte dei comunisti alla fine della seconda guerra mondiale, fino al 1954—1956 (quando furono sciolte dalle autorità rumene).
In teoria, i SovRom erano joint venture rumeno-sovietiche che avevano lo scopo di generare incassi per la ricostruzione, e furono progettate per essere possedute al 50% da entrambi gli stati; tuttavia, erano un mezzo per assicurare maggiore ricchezza alla parte sovietica, e generalmente contribuivano al drenaggio delle risorse della Romania (in aggiunta alle riparazioni di guerra previste dall'armistizio del 1944 e dal Trattato di pace di Parigi, che avevano stabilito il pagamento di 300 milioni di dollari. I contributi sovietici nella creazione dei SovRom furono soprattutto nella rivendita degli equipaggiamenti nazisti lasciati in Romania, che furono sistematicamente sopravvalutati.

## Storia

### Creazione, struttura ed effetti
L'accordo tra i due Paesi riguardante l'istituzione di imprese comuni fu firmato a Mosca l'8 maggio 1945, in un momento in cui la Romania si trovava in isolamento economico.
Il primo SovRom ad essere creato (il 17 luglio 1945) fu Sovrompetrol, che aveva come obiettivo l'estrazione del petrolio del distretto di Prahova e le raffinerie a Ploiești. Nel 1947, questa azienda fu responsabile dell'estrazione del 37% del petrolio rumeno, di circa il 30% della produzione di greggio e del 36% di petrolio raffinato, controllando il 37% delle forniture nazionali di petrolio e il 38% di quelle estere.
Sovrompetrol fu seguita da Sovromtransport e Tars (operatori nel trasporto), e in seguito da Sovrombanc (monopolio bancario ed economico), Sovromlemn (produzione del legname) Sovromgaz (gas naturale), Sovromasigurare (assicurazioni), Sovromcărbune (estrazione del carbone nella Valle di Jiu e in altre aree), Sovromchim (industria chimica), Sovromconstrucții (materiali da costruzione), Sovrommetal (estrazione del ferro — presso Reșița), Sovromtractor (futura Tractorul, a Brașov), Sovromfilm (importazione del cinema sovietico), Sovrom Utilaj Petrolier (produzione dell'equipaggiamento per l'estrazione del petrolio), Sovromnaval (costruzioni navali a Costanza, Giurgiu, e Brăila), e Sovromcuarț (o Sovromquarțit, per l'estrazione del quarzo).
Sovromcuarț iniziò ad operare nel 1950 alla miniera di Băița, nel distretto di Bihor, con un nome che era stato ideato per nascondere la vera e principale attività. In segreto, la Romania consegnò 17.288 tonnellate di uranio all'Unione Sovietica tra il 1952 e il 1960, che fu utilizzato, almeno in parte, per il programma atomico sovietico. L'estrazione dell'uranio continuò fino al 1961. Il materiale estratto veniva portato in nave al di fuori della Romania per la lavorazione, inizialmente a Sillamäe in Estonia; il concentrato di uranio veniva poi utilizzato esclusivamente dall'URSS.
L'ammontare totale delle merci consegnate dalla Romania all'Unione Sovietica superò abbondantemente il totale delle riparazioni di guerra da rifondere: il valore del materiale fornito ammontava a 2 miliardi di dollari. Nel 1952, l'85% delle esportazioni della Romania era diretto in Unione Sovietica.
Le circostanze speciali amplificarono ancora di più gli effetti negativi dei SovRom sull'economia rumena: la forte siccità e la carestia del 1946, insieme alla svalutazione del leu romeno — culminarono in una politica di stabilizzazione forzata con la riforma monetaria del 1947.

### La fine
La fine dei SovRom, prova della relativa emancipazione del Partito Comunista Rumeno dal controllo sovietico, corse in parallelo con il processo di De-Stalinizzazione; fu approvato da Nikita Chruščëv e portato avanti da Miron Constantinescu (organizzatore dei piani quinquennali rumeni).
Le prime misure furono prese nel 1954 (con accordi firmati a marzo e a settembre): le quote possedute dai sovietici in 12 delle 16 imprese furono acquistate dallo stato rumeno. in cambio di una somma da pagare in esportazioni di merce (nel 1959 il debito fu calcolato in 35 miliardi di lei). I pagamenti furono completati solo nel 1975. La somma iniziale a cui i sovietici stimarono il loro contributo fu di 9,6 miliardi di lei, contro i 2,9 miliardi stimati dai rumeni; alcuni dibattiti sull'argomento ridussero la somma a 5,3 miliardi di lei, che furono accettati non come risultato corretto, ma come concessione a causa delle irregolarità passate nelle attività SovRom. Allo stesso tempo, l'URSS annunciò che avrebbe rinunciato ai suoi interessi nelle imprese ex tedesche e agli immobili sul suolo rumeno, per i quali la Romania pagò 1,5 miliardi di lei come riscatto (dedotti dal totale di 5,3 miliardi).
Gli ultimi due SovRom restanti, Sovrompetrol e Sovromcuarț, furono abbandonati nel 1956. Tuttavia, il governo rumeno firmò un accordo che avrebbe sostituito Sovromcuarț con una nuova compagnia statale che avrebbe continuato con l'estrazione e la lavorazione dell'uranio, consegnando l'intera produzione all'Unione Sovietica. Questa compagnia successore fu sciolta nel 1961. Gli investimenti sovietici nella Sovromcuarț furono valutati per un debito di 413 milioni di rubli, che furono pagati dalla Romania in un periodo di 10 anni (a partire dal 1961).
La gestione fu utilizzata dal Segretario Generale Gheorghe Gheorghiu-Dej, che aveva precedentemente assicurato l'efficienza dei SovRom, come metodo per assicurarsi la popolarità dei cittadini rumeni e, in parallelo, per pubblicizzare il fatto che la Romania aveva sviluppato l'economia marxista del socialismo dopo aver effettuato la nazionalizzazione.